# Piața Trandafirilor
Piața Trandafirilor (în maghiară Rózsák tere) este piața centrală și o arteră din Târgu Mureș, una din principalele căi de circulație ale municipiului care traversează Centrul de la sud-vest la nord-est, iar după o triplă ramificație se continuă cu Strada Călărașilor, Piața Petőfi Sándor și Strada Revoluției.

## Denumire
Înainte de 1920 a purtat numele Széchenyi tér.

## Istoric
În anul 1754 sediul Tribunalului Suprem al Transilvaniei a fost mutat de la Mediaș la Târgu Mureș, unde inițial a funcționat în clădirea veche a primăriei din Piața Mare, astăzi Piața Trandafirilor. Instituția, abia în 1826 a fost mutată în Palatul Kendeffy din strada Bolyai, în actualul sediu a Curții de Apel Târgu Mureș.

## Locuri

### Biserici
- Biserica Înălțarea Domnului
- Biserica Romano-Catolică Sf. Ioan Botezătorul
- Turnul bisericii franciscanilor

### Clădiri
- Palatul Apollo
- Casa Görög
- Casa Bányai
- Casa cu Arcade
- Palatul Papp (Hotel Concordia)
- Casa László (fostul Restaurant Mureșul)
- Casa Feigenbaum
- Casa Rosenfeld
- Casa Steibel - aici a funcționat farmacia primarului Bernády György, numită Aranyszarvas (în română Cerbul de Aur)
- Casa Dudutz
- Casa Donáth
- Casa Wagner
- Casa Gáspár
- Casa Péterffy
- Sediul Breslei Cizmarilor
- Sediul Breslei Măcelarilor

### Muzee
- Muzeul de Etnografie și Arta Populară (Casa Toldalagi)
- Muzeul de Artă Ecleziastică (în galeria Bisericii romano-catolice Sfântul Ioan Botezătorul)

### Statui
- Statuia lui Gábor Bethlen (2020)
- Statuia lui Avram Iancu (1979)
- Statuia soldatului necunoscut (1963/1964)